# جون هیروسه
جون هیروسه (انگلیسی: Jun Hirose؛ زادهٔ ۲۹ مارس ۱۹۷۹) بازیکن سابق و مربی بیسبال اهل ژاپن است.